# Гамільтон (селище, Нью-Йорк)
Гамільтон (англ. Hamilton) — селище (англ. village) в США, в окрузі Медісон штату Нью-Йорк. Населення — 4107 осіб (2020).

## Географія
Гамільтон розташований за координатами 42°49′42″ пн. ш. 75°33′11″ зх. д. / 42.82833° пн. ш. 75.55306° зх. д. (42.828457, -75.553015).  За даними Бюро перепису населення США в 2010 році селище мало площу 6,94 км², з яких 6,44 км² — суходіл та 0,50 км² — водойми.

## Демографія
Згідно з переписом 2010 року, у селищі мешкало 4239 осіб у 950 домогосподарствах у складі 356 родин. Густота населення становила 611 осіб/км².  Було 1029 помешкань (148/км²).
Расовий склад населення:
| - 85,6 % — білих - 5,5 % — азіатів - 5,0 % — чорних або афроамериканців - 0,1 % — корінних американців - 1,0 % — осіб інших рас |

До двох чи більше рас належало 2,9 %. Частка іспаномовних становила 4,6 % від усіх жителів.
За віковим діапазоном населення розподілялося таким чином: 6,3 % — особи молодші 18 років, 84,9 % — особи у віці 18—64 років, 8,8 % — особи у віці 65 років та старші. Медіана віку мешканця становила 21,3 року. На 100 осіб жіночої статі у селищі припадало 83,7 чоловіків;  на 100 жінок у віці від 18 років та старших — 82,9 чоловіків також старших 18 років.
Середній дохід на одне домашнє господарство  становив 95 555 доларів США (медіана — 71 591), а середній дохід на одну сім'ю — 126 458 доларів (медіана — 105 000). Медіана доходів становила 75 577 доларів для чоловіків та 56 830 доларів для жінок. За межею бідності перебувало 16,2 % осіб, у тому числі 8,0 % дітей у віці до 18 років та 9,4 % осіб у віці 65 років та старших.
Цивільне працевлаштоване населення становило 1494 особи. Основні галузі зайнятості: освіта, охорона здоров'я та соціальна допомога — 59,0 %, мистецтво, розваги та відпочинок — 11,5 %, роздрібна торгівля — 8,6 %.